# استئصال اللسان الناصف
استئصال اللسان الناصف أو استئصال اللسان على الخط الناصف (بالإنجليزية: Midline glossectomy)‏ هي اختزال (إنقاص) جراحي لحجمِ قاعدة اللسان (اللسان الخلفي)، وتستعمل في بعضِ الأحيان لعلاجِ انقطاع النفس النومي.